# Tephrochlaena halterata
Tephrochlaena halterata är en tvåvingeart som först beskrevs av Johann Wilhelm Meigen 1830.  Tephrochlaena halterata ingår i släktet Tephrochlaena och familjen myllflugor. Arten är reproducerande i Sverige. Inga underarter finns listade i Catalogue of Life.